# 天湖站
天湖站（英語：Tin Wu Stop），是輕鐵車站。車站編號是450，屬於單程車票第4收費區。此站亦為天水圍運動場及天水圍游泳池的乘客提供服務。

## 位置
處於天水圍天城路近天水圍運動場，在天水圍體育館對面。

## 車站結構

### 車站樓層
| 地面              | 出口 | 天水圍公園 |   |  |
| 地面              | 月台 | \| 側式 · 開左邊车门 \| \| \| \| \| \| \| \| 輕鐵705綫天水圍循環綫（銀座） 輕鐵751綫往天逸（銀座） 輕鐵751P綫往天逸（銀座） \| 1 \| \| \| \| 2 \| 輕鐵706綫天水圍循環綫（天慈） 輕鐵751綫往友愛（天慈） 輕鐵751P綫往天水圍（天慈） \| \| \| \| 側式 · 開左邊车门 \| \| \| \| \| |   |  |
| 地面              | 出口 | 天城路、天水圍運動場 |   |  |
| 側式 · 開左邊车门 |      | |   |  |
|                   |      | 輕鐵705綫天水圍循環綫（銀座） 輕鐵751綫往天逸（銀座） 輕鐵751P綫往天逸（銀座） | 1 |  |
|                   | 2    | 輕鐵706綫天水圍循環綫（天慈） 輕鐵751綫往友愛（天慈） 輕鐵751P綫往天水圍（天慈） |   |  |
| 側式 · 開左邊车门 |      | |   |  |

### 附近地點
- 天水圍運動場
- 天水圍游泳池
- 天水圍體育館
- 天水圍公園
- 佛教茂峰法師紀念中學
- 道慈佛社楊日霖紀念學校
- 水知園
- 嗇色園主辦可銘學校

## 利用狀況
相對於天水圍區內其他輕鐵車站，天湖站距離住宅較遠，故此本站即使在繁忙時間使用率並不高，而車站主要乘客來源是來往天水圍體育館、游泳池的市民和附近學校的學生。

## 外部連結
- 港鐵公司 - 輕鐵及巴士服務 - 輕鐵街道圖（页面存档备份，存于）
- 港鐵公司 - 輕鐵及巴士服務 - 輕鐵行車時間表（页面存档备份，存于）
- 港鐵公司 - 輕鐵及巴士服務 - 所有輕鐵街道圖（14張）（页面存档备份，存于）